# 現存在分析
現存在分析（げんそんざいぶんせき、英: Daseinsanalysis 独: Daseinanalyse）とはルートヴィヒ・ビンスワンガーによって創始された精神分析の方法論である。
ビンスワンガーはもともとジークムント・フロイトのもとで学んだ精神科医であったが、1930年代にマルティン・ハイデッガーなどの現象学の影響を受けて、「現存在分析」という新たな手法を模索するようになった。この現存在分析は、統合失調症の症状を理解可能なものとして解釈するために哲学上の概念を利用しようというものであった。そして、ビンスワンガーは、1944年に「症例エレンウェスト」(独: Der Fall Ellen West)を出版したように、臨床上でも「現存在分析」を実践した。一方、別の精神病理学者メダルト・ボスは、より徹底してハイデガーの哲学を精神分析に適用する立場をとった。
日本の精神病理学者の木村敏も、現存在分析の影響を受けているとされる。